# Heinäsaari (ö i Norra Karelen, Joensuu, lat 62,68, long 30,67)
Heinäsaari är en ö i Finland. Den ligger i sjön Kivilampi och i kommunen Ilomants i den ekonomiska regionen  Joensuu ekonomiska region  och landskapet Norra Karelen, i den sydöstra delen av landet, 400 km nordost om huvudstaden Helsingfors. Öns area är omkring 230 kvadratmeter och dess största längd är 30 meter i sydväst-nordöstlig riktning.